# Kommunikations- und Informationsministerium (Kasachstan)
Das Kommunikations- und Informationsministerium der Republik Kasachstan (kasachisch Қазақстан Республикасының байланыс және ақпарат министрлігі, russisch Министерство связи и информации Республики Казахстан) war das Ministerium für Kommunikation und Informationen und eines von 18 Ministerien Kasachstans. Minister war von März 2010 bis Januar 2012 Askar Kuanyschewitsch Schumagalijew.

## Allgemeines
Das Ministerium wurde im März 2010 im Zuge einer Umstrukturierung mehrerer Ministerien neu geschaffen. Es ging aus dem Ministerium für Kultur und Information der Republik Kasachstan hervor. In das Ministerium wurde auch die  Agentur für Informationen und Kommunikation der Republik Kasachstan eingegliedert.
Das Ministerium für Öl und Gas ist ein zentrales Exekutivorgan der kasachischen Regierung zur Umsetzung der staatlichen Politik auf dem Gebiet der Kommunikation. Es realisiert Projekte der kasachischen Regierung auf den Gebieten der Kommunikation und Information. Außerdem übt es die staatliche Aufsicht über die Postdienstleister Kasachstans aus.
Im Januar 2012 wurde das Ministerium nach nur zwei Jahren Tätigkeit aufgelöst und dessen Aufgaben an das Ministerium für Kultur und Information und das Ministerium für Verkehr und Kommunikation übertragen.

## Minister
| Nr. | Name                                                            | Beginn der Amtszeit | Ende der Amtszeit |
| --- | --------------------------------------------------------------- | ------------------- | ----------------- |
| 1   | Askar Kuanyschewitsch Schumagalijew Аскар Куанышевич Жумагалиев | 12. März 2010       | 14. Januar 2012   |